# جامعة أنقرة - كلية الطب البيطري
بدأ تعليم الطب البيطري في تركيا لأول مرة عام 1842 في المدرسة البيطرية العسكرية بمدينة إسطنبول. في العام 1889 تم إنشاء المدرسة البيطرية المدنية والتي تم دمجها مع المدرسة البيطرية العسكرية تحت اسم المدرسة البيطرية العليا في عام 1921. في عهد الجمهورية التركية وفي إطار إصلاحات التعليم العالي، تم نقل المدرسة البيطرية مع جميع موظفيها الأكاديميين والإداريين إلى أنقرة في عام 1933 وتم إدراجها كجزء من المعهد الزراعي العالي. في عام 1939 تم تغيير اسم المدرسة البيطرية إلى كلية الطب البيطري. بعد إنشاء جامعة أنقرة عام 1946، انضمت كلية الطب البيطري إلى جامعة أنقرة عام 1948 وأصبحت إحدى الكليات المؤسسة للجامعة.
ظلت كلية الطب البيطري بجامعة أنقرة منذ إنشائها وحتي يومنا هذا تقدم الدعم اللازم في مجالي التعليم والبحث العلمي الي معظم الكليات البيطرية الأخرى التي تم إنشاؤها بعدها باعتبارها الكلية الأم. بهدف تبادل المعلومات حول مجالات التدريس والبحث العلمي بين مؤسسات التعليم البيطري في أوروبا والأجزاء الأخرى من العالم وكذلك بهدف تسهيل حركة الطلاب بين تلك المؤسسات وتطوير المادة التعليمية، تقدمت الكلية بطلب الاعتماد من قبل الرابطة الأوروبية لمؤسسات التعليم البيطري (European Association of Establishments for Veterinary Education, EAEVE) العضو في الوكالة الأوروبية لضمان الجودة في التعليم العالي والتي تعتبر الهيكل الأعلى في تقييم الجودة لمؤسسات التعليم العالي في أوروبا، وقد تم اعتماد الكلية في العام 2007 بعد إيفائها بالمعايير المطلوبة. وعلي نفس النهج، بعد التقييم الذي أجرته جمعية تقييم واعتماد مؤسسات وبرامج التعليم البيطري (VEDEK)، المرخص لها من قبل مجلس التعليم العالي اعتماد مؤسسات التعليم البيطري في تركيا، حصلت الكلية على اعتماد البرنامج الوطني في عام 2015. كما أبرمت الكلية اتفاقيات مع 22 جامعة ضمن برنامج التبادل الطلابي إيراسموس (Erasmus).

## الوحدات الأكاديمية

### قسم العلوم الأساسية للطب البيطري
- قسم التشريح
- قسم الكيمياء الحيوية
- قسم علم وظائف الأعضاء
- قسم علم الأنسجة والأجنة
- قسم تاريخ الطب البيطري وعلم الأخلاق

### قسم العلوم قبل السريرية
- قسم الصيدلة والسموم
- قسم الأحياء الدقيقة
- قسم الطفيليات
- قسم علم الأمراض
- قسم علم الفيروسات

### قسم العلوم السريرية
- قسم الجراحة
- قسم أمراض الخصوبة والتوليد
- قسم الطب الباطني
- قسم التناسل والتلقيح الصناعي

### قسم علوم وتغذية الحيوان
- قسم الإحصاء الحيوي
- قسم الوراثة
- قسم تغذية الحيوان وأمراض التغذية
- قسم إقتصاديات وإدارة صحة الحيوان
- قسم علم الحيوان

### قسم سلامة وتكنولوجيا الأغذية
- قسم سلامة وتكنولوجيا الأغذية

## معلومات عامة عن الكلية
يتم في كلية الطب البيطري تدريس وتدريب الطلاب وإجراء البحوث العلمية علي الحيوانات الأليفة، حيوانات المزرعة الصغيرة والكبيرة، الدواجن، الحيوانات المائية، النحل والحيوانات البرية في مجالات؛ التربية، الإنتاج وزيادة الإنتاجية، تحسين الأجيال، صحة الحيوان، علاج الأمراض، الوقاية من الأوبئة، القيام بواجبات الطب الوقائي ضد الأمراض المنقولة من الحيوانات إلى الإنسان، مراقبة جودة المنتجات الحيوانية ومدى ملاءمتها لصحة الإنسان، التلوث البيئي وتسويق الحيوانات الحية ومنتجاتها.
مدة الدراسة في كلية الطب البيطري 5 سنوات، يتم خلال ال4 سنوات الأولي منها تغطية الجوانب النظرية، العملية، الممارسة العيادية والتدريب الداخلي، بينما تخصص السنة الخامسة للتدريب علي ممارسة الطب البيطري. يوجد بالكلية برنامج باللغة التركية وآخر بالإنجليزية (بدأ في عام 2015). تتيح الكلية لطلابها مجموعة واسعة من فرص التدريب الخارجي (جامعة هانوفر البيطرية، تدريب إيراسموس) والتدريب المحلي (كليات الطب البيطري، المستشفيات والعيادات البيطرية، معاهد وزارة الزراعة والغابات ومشاريع TİGEM ، مشاريع ومؤسسات تربية الدواجن، الأبقار، الأغنام، الماعز والحيوانات المائية، TJK والمختبرات).
بالإضافة إلى كل ذلك، لدى الكلية أيضًا أنشطة في مجال خدمة المجتمع. من بين هذه الأنشطة؛ مستشفى الحيوان بكلية الطب البيطري بجامعة أنقرة، عيادة الطوارئ على مدار الساعة طوال أيام الأسبوع، مختبر التشخيص المركزي، العيادة المتنقلة، مزرعة كلية الطب البيطري بجامعة أنقرة، مشروع الحيوانات الضالة الذي تم تنفيذه بالاشتراك مع بلدية أنقرة الكبري، ورش عمل عن التعايش بسلام مع الكلاب، فعاليات الأيام الشعبية والندوات التعليمية المستمرة.

## المستشفى البيطري
في الفترة ما بين 2015 إلي 2017 وضمن مشروع وافقت عليه وزارة الثقافة والسياحة، تم ترميم المستشفى البيطري الذي تم بناؤه عام 1933 باسم كلية البيطار التابعة للمعهد الزراعي العالي مع مراعاة الحفاظ على هيكلها التاريخي. تعتبر المستشفي حاليًا أكبر مستشفى للحيوانات في تركيا وتعمل علي إستقبال جميع الحالات من مختلف أنواع الحيوانات، حيث يقدر عدد الحالات المستقبلة سنويًا بحوالي 40.000 حالة.
في عيادة قسم الجراحة بالمستشفى يتم تقديم الخدمات الطبية لجميع الحالات من الحيوانات الأليفة والبرية، حيث يتم إجراء عمليات الأنسجة الرخوة والعظام والجراحة الدقيقة للمجترات الصغيرة والكبيرة، وكذلك العمليات الجراحية بالمنظار للبطن والصدر والمفاصل والفحوصات بالمنظار. كما توجد وحدات عناية مركزة للقطط والكلاب. يتم بشكل روتيني تشخيص وعلاج أمراض الأنسجة الرخوة، العظام، العين، الأذن والأسنان. إضافة الي ذلك، يوجد بالقسم مختبر الفزيولوجيا العصبية، وحدة العلاج الطبيعي وإعادة التأهيل ووحدة تحليل المشي. في هذه الوحدات، يتم إجراء تطبيقات روتينية بهدف تشخيص الأمراض وعلاجها. علاوة علي ذلك، يتم في وحدة التشخيص الإشعاعي داخل قسم الجراحة وبشكل روتيني تشخيص الأمراض باستخدام الأشعة السينية الرقمية، الموجات فوق الصوتية، تخطيط الصدى الدوبلري الملون، تخطيط صدى القلب ووحدات الرنين المغناطيسي.
يتم في عيادة الطب الباطني تطبيق إجراءات الطب الوقائي والتطعيم، فحص وتشخيص الحالات من الأعمار الكبيرة، فحص وتشخيص الأمراض الجلدية، القلبية، الغدد الصماء، الجهاز الهضمي، الجهاز التنفسي، الأورام وأمراض الدم، أمراض الكلى والمسالك البولية والأمراض المعدية. يتم أيضًا علاج أمراض الحيوانات الأليفة الاخري من غير القطط والكلاب في نفس الوحدة.
في عيادة قسم أمراض الخصوبة والتوليد، والتي تقدم خدماتها داخل المستشفى، يتم تقديم الخدمات السريرية والعيادية الشاملة لتشخيص وعلاج جميع الأمراض المتعلقة بالحمل والتوليد وأمراض الخصوبة لدي الحيوانات الأليفة.
تعتبر عيادة التناسل والتلقيح الاصطناعي مختبرًا مرجعيًا للسائل المنوي والأجنة، معملا مرجعيا لتحليل السائل المنوي، بنكا للحيوانات المنوية للثيران، ماعز الأنقورة والكلاب ومركزا لإنتاج الحيوانات المنوية. بجانب ذلك فإن العيادة تقدم خدمات متعلقة بمشاكل الذكورة والإنجاب للحيوانات الأليفة مثل الكلاب والقطط والأرانب.
يتم في عيادة سلوكيات الحيوانات تقييم الاضطرابات والمشاكل السلوكية للقطط والكلاب من قبل مختصين ذوي خبرة في التعامل مع الحالات ذات الصلة. تعمل وحدة وعيادة الحيوانات البرية منذ العام 2018 علي إستقبال ومعالجة الحيوانات البرية المصابة أو الضعيفة في إطار بروتوكول خدمة تم توقيعه مع وزارة الزراعة والغابات في ذلك التاريخ.
أصبح مستشفي كلية الطب البيطري وجهة مهمة للجميع من خلال عيادة الطوارئ التي تقدم خدمة مستمرة على مدار 24 ساعة في كل أيام الأسبوع. يتم في معمل التشخيص المركزي الذي يخدم جميع العيادات داخل المستشفى إجراء تحاليل الدم الكاملة والتحاليل الكيميائية الحيوية لجميع الحيوانات وتحليل الهرمونات للقطط والكلاب. جميع هذه الوحدات التابعة للكلية والمرخصة من قبل وزارة الزراعة والغابات يتم فحصها ومراقبتها من وقت لآخر من قبل الوزارة. توجد بالمستشفى أيضا وحدة عزل منفصلة لجميع الحيوانات تقوم بتقديم الخدمات المطلوبة.

## مزرعة البحوث والتدريب
تم تأسيس هذه المزرعة في عام 1977 ويتم في أراضيها إنتاج المحاصيل العلفية (الشعير والذرة). بالإضافة إلى ذلك، توجد وحدات لتربية الأبقار، الأغنام والماعز، الخنازير، الخيول والدجاج (الدجاج البياض التقليدي والمخصب، والدجاج اللاحم). بالإضافة إلى توفير الفرص للباحثين لإجراء دراساتهم، يستفيد جميع الطلاب من مزرعة الكلية في التدريب والممارسات المهنية. بهدف توفير الفرص المناسبة للدورات التطبيقية المتعلقة بإنتاج منتجات الألبان في التعليم الجامعي، تمكين الطلاب من الإطلاع على الأساليب المطبقة في إنتاج الألبان، دعم الدراسات في هذه المجالات ولتطوير مشاريع لحل المشاكل المتعلقة بإنتاج منتجات الألبان وكذلك المساهمة في مصادر دخل الكلية عبر تسويق الالبان ومنتجاتها تم إنشاء وحدة ألبان بمزرعة الكلية والتي بدأت فعليا بالإنتاج.

## المعامل / الوحدات الأكلينيكية
يتم في قسم علم الوراثة القيام بالدراسات المتعلقة؛ بإنشاء بنوك الحمض النووي والأنسجة لجينات الحيوانات الخاصة بتركيا، تحديد التسلسلات متعددة الأشكال الخاصة بأفراد النوع الواحد وبين الأنواع المختلفة عبر الدراسات الوراثية وإستخدام هذه النتائج في دراسات التسجيل الوراثية، الكشف عن العلاقات التطورية والحصول على بيانات أولية عن الماضي والمستقبل للأجناس، تحديد الأمراض الوراثية في الحيوانات، دراسات التحسين الوراثي الجزيئية علي حيوانات المزرعة والحفاظ على السجلات الوراثية.
تحت قيادة أعضاء هيئة التدريس بقسم تغذية الحيوان وأمراض التغذية وبالتعاون مع Kozabirlik تم تنفيذ مشروع تطوير علف دودة القز من مصادر محلية حيث كان الغرض الرئيسي من هذا المشروع هو توحيد الإنتاج وجودة المنتجات خلال ال12 شهر من السنة. تم إنشاء هيكل هذا المشروع كوحدة داخل القسم.
في قسم الطب الباطني توجد وحدة لأمراض القلب خاصة بتشخيص وعلاج أمراض القلب. يتم في هذه الوحدة إجراء تخطيط كهربية القلب، تخطيط صدى القلب، مراقبة تخطيط كهربائية القلب بواسطة جهاز هولتر وقياسات ضغط الدم. يعتبر مرقاب هولتر للرصد هو الأول من نوعه في تركيا في مجال أمراض القلب عند الحيوانات.
لأول مرة في تركيا بدأت الجهود لإنشاء معمل المهارات السريرية في مجال الطب البيطري في كلية الطب البيطري بجامعة أنقرة اعتبارًا من عام 2015. أولاً، تم توقيع اتفاقية تعاون متبادل مع جامعة الطب البيطري هانوفر (Tierärztlich Hochschule Hannover) في 30 مارس 2015 على مستوى مدراء الجامعتين، وفي نفس التاريخ قدم فريق معمل المهارات السريرية بجامعة هانوفر تدريبا عمليا لمدة يومين لأعضاء هيئة تدريس كلية الطب البيطري بجامعة أنقرة. في أكتوبر 2016 تم تشكيل أول فريق تنسيق لمعمل المهارات السريرية البيطرية في أنقرة وبحلول يناير 2017 تم الانتهاء من عملية شراء نماذج المحاكاة والأدوات والمعدات والمواد اللازمة. بعد إجراء عمليات المحاكاة اللازمة ووضع البرنامج الدراسي تم على الفور تقديم أول درس عملي من قبل فريق معمل المهارات السريرية في سبتمبر 2017 إلي طلاب القسم الإنجليزي ببرنامج بكالوريوس الطب البيطري. مع مرور الايام نمت عائلة معمل المهارات السريرية وأصبحت مكونة من طاقم به 12 مدربًا، وتم البدء في تقديم الدروس بالنظام المعياري اعتبارًا من العام الدراسي 2017-2018.
ضمن نطاق المشروع المعنون ب«تطوير الميكروبات المعوية لنحل العسل (.spp Apis mellifera) كبروبيوتيك وتقييمه كتطبيق بديل في علاج عدوى .Nosema spp» وبدعم من الإدارة العامة للبحوث والسياسات الزراعية بوزارة الزراعة والغابات تم إنشاء معمل Vet-Arı بقسم علم الأدوية والسموم.
من خلال مشروع تم توقيعه بين وزارة الزراعة والغابات وكلية الطب البيطري بجامعة أنقرة تم تعيين قسم الأحياء الدقيقة كمعمل مرجعي وطني للسالمونيلا حيث يتم فحص العينات الواردة الي المعمل وإرسال النتائج مباشرة إلى الوزارة. ضمن إطار البرنامج المرجعي الوطني للسالمونيلا (SALKON)، تأتي عينات السالمونيلا المعزولة في 15 مختبرًا مختلفًا إلى هذه الوحدة وبناءا علي نتائج الاختبارات التي تم إجراؤها يتم تحليل العينات.
تم إنشاء وحدة الحيوانات البرية في بداية عام 2018 داخل مستشفى الحيوان بكلية الطب البيطري بجامعة أنقرة. تبلغ مساحة المنطقة المغلقة لهذه الوحدة 150 مترًا مربعًا بالإضافة الي 75 مترًا مربعًا من الأقفاص الخارجية وبها نظام تهوية مركزي وتكييف هواء. تقدم في وحدة الحيوانات البرية خدمات العلاج وإعادة التأهيل لجميع أنواع الحيوانات البرية من ثدييات، طيور، زواحف وقوارض.

## المتاحف

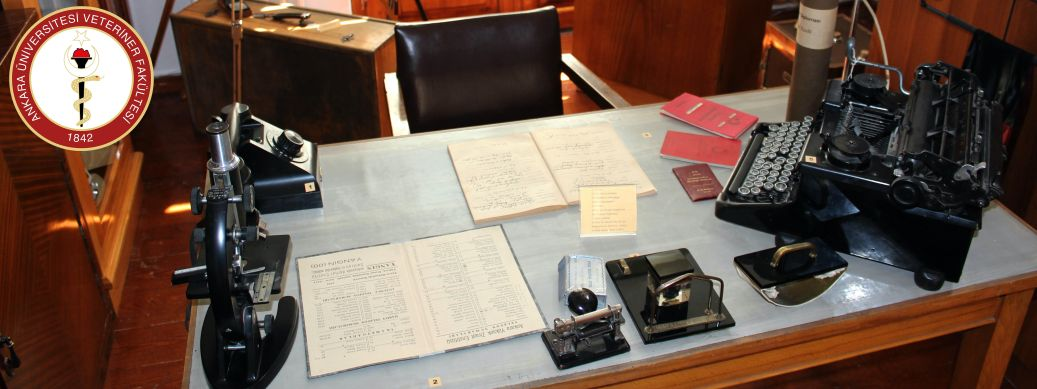
متحف كلية الطب البيطري في أنقرة

ولدت فكرة إنشاء متحف في كلية الطب البيطري بجامعة أنقرة عام 1963 بقسم التاريخ البيطري وعلم الأخلاق. في عام 2011 أعتبر المتحف مبنى تاريخي بعد أن تم تسجيله كـواحد من الممتلكات الثقافية التي يجب حمايتها من قبل مجلس أنقرة الإقليمي لحماية الأصول الثقافية والطبيعية التابع لوزارة الثقافة والسياحة وبعد إعادة ترميمه أفتتح للزوار في 21 أبريل 2016 باسم متحف Prof. Dr. Ferruh Dinçer لتاريخ الطب البيطري.
بدأت أنشطة إعداد العينات التشريحية للأغراض التعليمية والمعارض مع إنشاء قسم التشريح في عام 1933 تحت مظلة المعهد الزراعي العالي. من أجل منع اختفاء هذه العينات ذات الأهمية التاريخية والعلمية، قرر قسم التشريح في عام 2009 إنشاء متحف التشريح البيطري وفي 10 يونيو 2013 وبمناسبة الذكرى الثمانين لتأسيس القسم تم افتتاح المتحف رسميًا وأصبح منذ ذلك التاريخ متاحا لزيارة الجمهور.

## العيادة المتحركة
تتمثل المهمة الأساسية لوحدة العيادة المتحركة في تقديم الخدمات السريرية الميدانية مع التركيز على التعليم والممارسة. في هذا السياق، لا سيما في أنقرة وما جاورها من المناطق التي تكون فيها تربية حيوانات المزرعة (الأبقار، العجل، الأغنام، الماعز) وتربية الخيول مكثفة وخلال الفترات التي تعمل فيها مستشفى الخيل التابع لنادي تركيا للفروسية بنشاط؛ تساعد العيادة المتحركة علي أن يقوم طلاب المستوي الخامس وطلاب الدراسات العليا بتقييم معرفتهم حول تشخيص الأمراض وعلاجها والوقاية منها وتربية الحيوانات علي أرض الواقع وتحت الظروف الميدانية واكتساب مهارات ممارسة المهنة . في نفس الوقت ومن خلال تقديم الخدمات البيطرية لآلاف الحيوانات كبيرة كانت أو صغيرة تعمل العيادة المتحركة علي تقديم مساهمة فاعلة للجمهور والمؤسسات العامة. في هذا الإطار تم إبرام اتفاقيات بين كلية الطب البيطري جامعة أنقرة ونادي تركيا للفروسية، قيادة مركز تدريب رياضة الفروسية، مؤسسة صحة المجتمع التركية، جامعة يلدريم بايزيد وكلية الزراعة جامعة أنقرة.

## المجلة العلمية
تعد مجلة كلية الطب البيطري واحدة من أهم مجلات جامعة أنقرة العريقة والقيمة. تعمل المجلة علي نشر كل ما هو متعلق بالطب البيطري في شكل مقالات بحثية، دراسات علمية قصيرة، تقارير حالة، ومقالات مجمعة ترسل إلى المحرر عن طريق الدعوة. تنشر المجلة منذ عام 1954 عددا كل ثلاثة أشهر وتم تضمينها في فهرس الاقتباس العلمي الموسع منذ أبريل 2007. الأسم المختصر